# یواس‌اس ساوت‌همپتون (۱۸۴۱)
یواس‌اس ساوت‌همپتون (۱۸۴۱) (به انگلیسی: USS Southampton (1841)) یک کشتی بود که طول آن ۱۵۶ فوت (۴۸ متر) بود.